# 真野郷
真野郷（まのごう）は、平安時代の陸奥国行方郡にあった郷である。現在の福島県南相馬市の鹿島区にあった。
『和名類聚抄』が国・郡・郷を列挙する中に真野郷が見える。行方郡があった南相馬市の北部には真野川が流れており、真野郷はこの流域にあったと考えられる。現在の南相馬市鹿島区である。